# Ròcafòrt (Alps Marítims)
Ròcafòrt lei Pins (en francès Roquefort-les-Pins) és un municipi francès situat al departament dels Alps Marítims i a la regió de Provença – Alps – Costa Blava. L'any 1999 tenia 5.239 habitants.

## Demografia
| Evolució de la població |      |      |      |      |      |      |      |      |
| 1793                    | 1800 | 1806 | 1821 | 1831 | 1836 | 1841 | 1846 | 1851 |
| 611                     | 611  | 710  | 751  | 803  | 771  | 770  | 756  | 812  |

| 1856 | 1861 | 1866 | 1872 | 1876 | 1881 | 1886 | 1891 | 1896 |
| ---- | ---- | ---- | ---- | ---- | ---- | ---- | ---- | ---- |
| 787  | 760  | 719  | 676  | 655  | 628  | 580  | 587  | 558  |

| 1901 | 1906 | 1911 | 1921 | 1926 | 1931 | 1936 | 1946 | 1954 |
| ---- | ---- | ---- | ---- | ---- | ---- | ---- | ---- | ---- |
| 550  | 600  | 529  | 454  | 548  | 569  | 477  | 494  | 687  |

| 1962  | 1968  | 1975  | 1982  | 1990  | 1999  | 2006 | 2011 | 2016 |
| ----- | ----- | ----- | ----- | ----- | ----- | ---- | ---- | ---- |
| 1.123 | 1.575 | 2.507 | 3.432 | 4.714 | 5.265 | -    | -    | -    |

| 2019 | - | - | - | - | - | - | - | - |
| ---- | - | - | - | - | - | - | - | - |
| -    | - | - | - | - | - | - | - | - |

## Administració
| Període   | Identitat         | Partit |
| --------- | ----------------- | ------ |
| 1933-1944 | Henri Gentilhomme |        |
| 1944-1965 | Jean Camp         |        |
| 1965-1973 | Jacques Liechty   |        |
| 1973-1981 | Georges Charvet   |        |
| 1981-1983 | Jacques Liechty   |        |
| 1983-     | Michel Rossi      | UMP    |